# Османско презиме
Османското презиме (бащино име) завършва винаги с наставката „-оглу“.
Примери са: Михалоглу, Сюлейман Балтаоглу или Михаил Кантакузин Шейтаноглу (което представлява прозвище като фамилно име: „син на Сатаната“).
След Освобождението на България тази практика и традиция преминава в новобългарската литература, като например презимената на литературните герои Бочоолу, Гочоолу и Дочоолу от произведението „Бай Ганьо“.